# María Zarattini
María Zarattini Dan foi uma escritora italiana. Toda sua carreira na televisão se realizou para a Televisa.

## Telenovelas

### Histórias Originais
- Mentir para vivir (2013)[1]
- La fuerza del destino (2011)[2]
- Pasión (2007/08)[3]
- Alborada (2005/06)[4]
- Triángulo (1992)
- Balada por un amor (1989/90)
- De pura sangre (1985/86)
- Tú o nadie (1985)
- Al final del arco iris (1982) (com José Rendón)
- Al rojo vivo (1980) (com José Rendón)

### Adaptações
- Amor real (2003) - Original de Caridad Bravo Adams[5]
- Si Dios me quita la vida (1995) - Original de Marissa Garrido
- Coração Selvagem (1993/94) - Original de Caridad Bravo Adams
- Destino (1990) - Original de Fernanda Villeli y Marissa Garrido
- Bodas de odio (1983/84) - Original de Caridad Bravo Adams
- Primeira parte de Los ricos también lloran (1979/80) - Original de Inés Rodena
- Lágrimas negras (1979) - Original de Inés Rodena

### Remakes reescritos por ela mesma
- Sortilegio (2009) - (remake de Tú o nadie)
- La jaula de oro (1997) - (remake de De pura sangre)

### Remakes reescritos por outros
- Amor bravío (2012) - (remake de De pura sangre) - Adaptada por por Martha Carrillo e Cristina García
- El precio de tu amor (2000) - (remake de Al rojo vivo) - Adaptada por Jaime García Estrada e Orlando Merino
- Acapulco Bay (1995) - (remake de Tú o nadie) Por Mark James Gerson
- Acapulco, cuerpo y alma (1995/96) - (remake de Tú o nadie) Por Eric Vonn

## Prêmios e Indicações

### Premios TVyNovelas
| Año  | Categoría                    | Telenovela                | Resultado |
| ---- | ---------------------------- | ------------------------- | --------- |
| 2014 | Melhor história ou adaptação | Mentir para vivir         | Nomeada   |
| 2012 | Melhor história ou adaptação | La fuerza del destino     | Ganhadora |
| 2008 | Melhor história ou adaptação | Pasión                    | Nomeada   |
| 2004 | Melhor história ou adaptação | Amor real                 | Ganhadora |
| 1991 | Melhor história ou adaptação | Destino                   | Ganhadora |
| 1986 | Melhor história ou adaptação | Tú o nadie De pura sangre | Ganhadora |